# Enrique Pérez
Enrique „Pollo” Pérez Herrera (ur. 13 października 1988 w Zinapécuaro) – meksykański piłkarz występujący na pozycji środkowego lub prawego obrońcy, reprezentant Meksyku, trener piłkarski.

## Kariera klubowa
Pérez jest wychowankiem klubu Monarcas Morelia, jednak jeszcze zanim został włączony do pierwszego zespołu, udał się na wypożyczenie do drugoligowej filii klubu – Mérida FC. Tam występował przez pół roku w roli podstawowego piłkarza, a w styczniu 2009, po powrocie do Morelii, za kadencji szkoleniowca Luisa Fernando Teny rozegrał pierwszy mecz w seniorskiej drużynie, w rozgrywkach InterLigi. W meksykańskiej Primera División dał mu jednak zadebiutować dopiero kilka miesięcy później trener Tomás Boy, 14 listopada 2009 w zremisowanym 1:1 meczu z Monterrey. Początkowo pełnił rolę rezerwowego, a podstawowym stoperem swojej ekipy został dopiero kilka miesięcy później, w lipcu 2010. W tym samym roku triumfował z Morelią w rozgrywkach SuperLigi, zaś w wiosennym sezonie Clausura 2011 wywalczył tytuł wicemistrza Meksyku, mając pewne miejsce w wyjściowym składzie. Premierowego gola w najwyższej klasie rozgrywkowej strzelił 19 stycznia 2013 w wygranej 2:1 konfrontacji z San Luis. Ogółem w barwach Morelii spędził pięć lat.
Wiosną 2014 Pérez został ściągnięty przez Tomása Boya – swojego byłego trenera z Morelii – na wypożyczenie do prowadzonego przez niego zespołu Club Atlas z siedzibą w mieście Guadalajara. Tam z miejsca wywalczył sobie pewną pozycję na środku obrony i już po upływie sześciu miesięcy dołączył do klubu na zasadzie transferu definitywnego w ramach współpracy pomiędzy obydwoma klubami (posiadającymi wspólnego właściciela – Grupo Salinas). Mimo regularnych występów już po roku udał się na wypożyczenie do swojego macierzystego Monarcas Morelia, z którym w 2015 roku zajął drugie miejsce w superpucharze kraju – Supercopa MX.

## Kariera reprezentacyjna
W seniorskiej reprezentacji Meksyku Pérez zadebiutował za kadencji selekcjonera José Manuela de la Torre, 29 lutego 2012 w przegranym 0:2 meczu towarzyskim z Kolumbią.

## Statystyki kariery

### Klubowe
| Mérida  | 2008–2009 | Meksyk | Ascenso MX | 23  | 1 | —  | — | —             | —  | — | 23  | 1 |
| Morelia | 2008–2009 | Meksyk | Liga MX    | 0   | 0 | 1  | 0 | —             | —  | — | 1   | 0 |
| Morelia | 2009–2010 | Meksyk | Liga MX    | 10  | 0 | —  | — | CL            | 4  | 0 | 14  | 0 |
| Morelia | 2010–2011 | Meksyk | Liga MX    | 38  | 0 | —  | — | SL            | 5  | 0 | 43  | 0 |
| Morelia | 2011–2012 | Meksyk | Liga MX    | 39  | 0 | —  | — | LMC           | 6  | 0 | 45  | 0 |
| Morelia | 2012–2013 | Meksyk | Liga MX    | 35  | 1 | 1  | 0 | —             | —  | — | 36  | 1 |
| Morelia | 2013–2014 | Meksyk | Liga MX    | 19  | 2 | 3  | 1 | —             | —  | — | 22  | 3 |
| Atlas   | 2013–2014 | Meksyk | Liga MX    | 17  | 0 | —  | — | —             | —  | — | 17  | 0 |
| Atlas   | 2014–2015 | Meksyk | Liga MX    | 38  | 3 | 2  | 0 | CL            | 6  | 0 | 46  | 3 |
| Morelia | 2015–2016 | Meksyk | Liga MX    | 26  | 1 | 4  | 0 | —             | —  | — | 30  | 1 |
| Morelia | 2016–2017 | Meksyk | Liga MX    | 0   | 0 | —  | — | —             | —  | — | 0   | 0 |
| Ogółem  | Ogółem    | Ogółem | Ogółem     | 245 | 8 | 11 | 1 | CL + SL + LMC | 21 | 0 | 277 | 9 |

- CL – Copa Libertadores
- SL – SuperLiga
- LMC – Liga Mistrzów CONCACAF

### Reprezentacyjne
| Meksyk | Meksyk | 2012   | 2 | 0 | — | — | — | — | — | 2 | 0 |
| Meksyk | Meksyk | 2013   | — | — | — | — | — | — | — | 0 | 0 |
| Meksyk | Meksyk | 2014   | 2 | 0 | — | — | — | — | — | 2 | 0 |
| Ogółem | Ogółem | Ogółem | 4 | 0 | — | — | — | — | — | 4 | 0 |